# Математична генеалогія
Проєкт «Математична генеалогія» (англ. Mathematics Genealogy Project) — це мережева база даних, яка видає академічний родовід конкретного математика, як сучасного, так і з минулих століть. На 3 січня 2019 року містила інформацію про 237039 математиків.
Математик X вважається прямим академічним потомком математика Y, якщо Y був науковим керівником кандидатської дисертації математика X. Для закордонних математиків замість кандидатської дисертації використовуються такі її аналоги як доктор філософії (Ph.D., D.Phil.) чи доктор наук (Sc.D., D.Sc., Dr.Sc.). «Математика» в рамках цього проєкту розглядається досить широко і включає статистику, дослідження операцій, інформатику і (особливо у старовинні часи) фізику. В окремих випадках у базу заносились вчені, що не мали формально кандидатського чи докторського ступеня, як наприклад, Лагранж.

## Історія
Проєкт працює в Інтернеті з 1997 року, коли його засновнику Гаорі Кунцу, професору Університету Міннесоти (англ. Minnesota State University, Mankato), захотілось взнати ім'я наукового керівника свого наукового керівника. В 1999 році він пішов на пенсію, і через три роки університет вирішив закрити проєкт, що спричинило його передислокацію до Університету Північної Дакоти в 2002 році. Починаючи з 2003 року, проєкт здійснюється під егідою Американського математичного товариства, а з 2005 року підтримується грантом Математичного інституту Клея (англ. Clay Mathematics Institute).
Проєкт «Математична генеалогія» має відкритий доступ для всіх користувачів. Крім того, кожен хто бажає може поповнити його новими даними, які проходять перевірку перед опублікуванням. Інформація цього проєкту вважається особливо надійною в тій частині, котра стосується 1900—1960-х років.